# Grad Aichelberg
Grad Aichelberg (nemško Burgruine Aichelberg ali tudi Eichenberg) leži v gozdu na skalni polici nad vasjo Umbar (Umberg)  v občini Vernberk v zahodnem delu avstrijske zvezne dežele Koroške.  Aichelberg se nahaja v Osojskih Turah, vzhodno od Beljaka, med Osojskim jezerom (na severu), Vrbskim jezerom  (na vzhodu) ter Baškim jezerom  (na jugu same občine). Grad je bil prepuščen razpadu okoli  1670, vendar so ruševine po 350 letih še dobro ohranjene.

## Zgodovina
Grad  Aichelberg   je bil zgrajen okoli leta 1200.  Grad je prvič omenjen v zgodovinski listini iz leta 1224 kot »Eychelburg«. Njegov takratni lastnik, Reinher de Eychelberc je v tem času z velikim uspehom sodeloval na viteškem turnirju v Brežah. Isti je leta 1227 sodeloval pri popotovanju Ulrika Lichtensteinskega iz Benetk na Štajersko v t. i. potovanju Venus.  Drugi Reinher de Aichelberg , verjetno sin, se pojavlja med letoma 1267 in 1275 kot ministerial Koroškega vojvode. Bernhard von Aichelberg pa je 1289 aktivno podpiral  vojvodo Alberta v vojni proti Güssingom.  Po izumrtju rodbine Aichelberških vitezov je grad in posest prišel v last deželnega kneza.
Leta 1427 je grad prejel v zastavo meščan Beljaka Hans Khevenhüller. Leta  1431 pa ga je deželni knez podelil v posest  Rodbina Khevenhüllerjev, ki so ga takrat dozidali in razširili. Od takrat Khevenhüllerji nosijo vzdevek "Aichelberg". Leta 1480 so Turki prišli pred bližnji Feldkirchen, vendar gradu niso napadli,  zaradi njegove utrjenosti.  Grad je bil precej uničen leta 1484 v vojni med cesarjem  Friderikom III.  proti  ogrskemu kralju Matiji Korvinu, vendar tudi kmalu obnovljen.  Leta 1487 je gospostvo začasno dobil v najem Leonard Platzer. Nekaj let kasneje je bila spet v lasti družine Khevenhüller. Že pred letom 1510 je bilo gospostvo podeljeno Augustu Khevenhüllerju. Ker je bil grad odročen in neprijeten za bivanje je bil kmalu za  sedež gospostva postavljen nov grad v vasi Domačale.  Ker so bili Khevenhüllerji trdni protestantje in so se morali izseliti, je Pavel  Khevenhüller grad leta 1629 prodal vrhovnemu dednemu maršalu Koroške Hansu Siegmundu grofu von Wagensbergu.  Temu je cesar Ferdinand leta 1632 potrdil fevd in okrajno sodišče. Leta 1640 je posest podedovala njegova hči Anna Regina baronica von Breuner. Po njeni smrti je Aichelberg pripadel njeni hčeri Mariji Tereziji baronici von Galler. Iz  upodobitve v Valvasorjevi litografiji je razvidno, da je bil grad leta 1688 že razpadajoč. Leta 1699 je posest odkupil Clemens Ferdinand grof Kaiserstein iz svoje zapuščine. Umrl je leta 1724 in Aichelberg je prešel na njegovo hčerko Mario Maximiliano baronico Jöchlinger von Jochenstein. Posest preide na njegovega vnuka Felixa barona Jöchlinger von Jochenstein leta 1846, potem pa na njegovo hči Johanno grofico Rosenberg. Družina Orsini-Rosenberg je še vedno lastnik ruševine.
Grad je bil zgrajen kot romanska/poznoromanska utrdba. Dobro ohranjene ruševine so večinoma iz 15. stoletja.  Predvsem je še dobro viden štirinadstropen stanovanjski objekt z velikimi okni in tronadstropni okrogli stolp. Obrambni stolp ali t. i. Bergfried je bil porušen v 16. stoletju.

## Spletne povezave
http://www.wehrbauten.at/ktn/aichelberg/slideshow.html